# Juice (singel B’z)
juice – dwudziesty dziewiąty singel japońskiego zespołu B’z, wydany 12 lipca 2000 roku. Osiągnął 1 pozycję w rankingu Oricon i pozostał na liście przez 10 tygodni, sprzedał się w nakładzie 674 200 egzemplarzy. Singel zdobył status podwójnej platynowej płyty.
Utwór tytułowy został wykorzystany w zakończeniach programu Onepu! (jap. おネプ!) stacji TV Asahi.

## Lista utworów
| Nr | Tytuł   | Czas |
| -- | ------- | ---- |
| 1. | „juice” | 4:02 |
| 2. | „UBU”   | 3:41 |

## Muzycy
- Tak Matsumoto: gitara, kompozycja i aranżacja utworów
- Kōshi Inaba: wokal, teksty utworów, aranżacja
- Kaichi Kurose: perkusja (#2)
- Brian Tichy: perkusja (#1)
- Hideo Yamaki: perkusja (#2)
- Fingers: gitara basowa (#1)
- Masao Akashi: gitara basowa (#2)

## Notowania
| Lista                                  | Pozycja |
| -------------------------------------- | ------- |
| Oricon Weekly Singles Chart            | 1       |
| Oricon Monthly Singles Chart           | 3       |
| Oricon Yearly Singles Chart (rok 2000) | 31      |